# Janusz Kłosiński
Janusz Kłosiński (ur. 19 listopada 1920 w Łodzi, zm. 8 listopada 2017 w Warszawie) – polski aktor i reżyser teatralny i filmowy.

## Życiorys
Syn Kazimierza i Eugenii Kłosińskich. Ukończył Prywatne Gimnazjum Męskie Aleksego Zimowskiego w Łodzi. Następnie podjął studia na Wydziale Humanistycznym Uniwersytetu Warszawskiego. Został powołany do Legii Akademickiej, ochotniczej formacji wojskowej młodzieży studenckiej.
W czasie II wojny światowej pracował fizycznie rozwożąc węgiel, a po 1945 pracował w składnicy złomu.
W 1948 został absolwentem PWST w Warszawie z siedzibą w Łodzi. Od 1947 występował w teatrach Łodzi, a w latach 1964–1970 był dyrektorem Teatru Nowego.
Od 5 listopada 1961 roku kreował postać Józefa Jabłońskiego w powieści radiowej „W Jezioranach”, emitowanej w Programie 1 Polskiego Radia. Od 1970 występował w Warszawie, między innymi jako członek zespołu Teatru Narodowego.
Był członkiem PZPR, w tym sekretarzem Komitetu Zakładowego PZPR w Teatrze Narodowym. Tuż po wprowadzeniu stanu wojennego poparł tę decyzję władz w wystąpieniu telewizyjnym. Za publiczne poparcie wprowadzenia stanu wojennego objęty bojkotem przez publiczność. 29 stycznia 1982, wyklaskany przez widzów podczas przedstawienia Wesela, zrezygnował ze wszystkich ról.
Od 1943 był mężem Wiesławy z Hańskich (ur. 1925, zm. 3 marca 2019). Byli małżeństwem przez blisko 75 lat; mieli dwie córki:  Grażynę (ur. 1945) i Joannę (ur. 1953).
Zmarł tydzień przed 97. urodzinami. Została spełniona jego ostatnia wola - nie wiadomo, gdzie spoczywa jego ciało.

## Filmografia
| Filmy fabularne |                                                                 |                                                                                    |
| Rok             | Tytuł                                                           | Rola                                                                               |
| 1953            | Żołnierz zwycięstwa                                             | żandarm zatrzymujący Świerczewskiego w 1905                                        |
| 1953            | Celuloza                                                        | Strugacz                                                                           |
| 1954            | Domek z kart                                                    | radziecki żołnierz                                                                 |
| 1955            | Trzy starty                                                     | Balcerzak                                                                          |
| 1956            | Wraki                                                           | Jakus                                                                              |
| 1957            | Król Maciuś I                                                   | żołnierz króla Złego                                                               |
| 1958            | Orzeł                                                           | lekarz                                                                             |
| 1958            | Kalosze szczęścia                                               | milicjant Dobroduszny                                                              |
| 1959            | Tysiąc talarów                                                  | żandarm carski, ojciec Anieli                                                      |
| 1959            | Miejsce na ziemi                                                | kierownik gospody                                                                  |
| 1960            | Walet pikowy                                                    | policjant                                                                          |
| 1960            | Ogniomistrz Kaleń                                               | major Żubryd, dowódca oddziału WiN                                                 |
| 1960            | Szatan z siódmej klasy                                          | Żegota                                                                             |
| 1960            | Begegnung im Zwielicht                                          | Niemiec                                                                            |
| 1961            | Świadectwo urodzenia                                            | sklepikarz                                                                         |
| 1961            | Historia żółtej ciżemki                                         | opiekun Wawrzka (głos)                                                             |
| 1962            | Wielka, większa i największa                                    | Eustachy Kużewik                                                                   |
| 1962            | O dwóch takich, co ukradli księżyc                              | Mortadella                                                                         |
| 1962            | Jadą goście jadą...                                             | szef celników                                                                      |
| 1962            | Głos z tamtego świata                                           | lekarz Jaś                                                                         |
| 1963            | Milczenie                                                       | rzeźnik                                                                            |
| 1963            | Mansarda                                                        |                                                                                    |
| 1963            | Kryptonim Nektar                                                | oszust                                                                             |
| 1963            | Życie raz jeszcze                                               | kolejarz Burek                                                                     |
| 1964            | Rysopis                                                         | powstaniec (głos)                                                                  |
| 1964            | Pięciu                                                          | dźwigowy                                                                           |
| 1964            | Panienka z okienka                                              | przedstawiciel Koryckiej w sądzie szlacheckim                                      |
| 1964            | Obok prawdy                                                     | inżynier                                                                           |
| 1964            | Późne popołudnie                                                | fotograf                                                                           |
| 1964            | Rękopis znaleziony w Saragossie                                 | mąż Frasquetty                                                                     |
| 1965            | Walkower                                                        | mężczyzna z kozą                                                                   |
| 1965            | Gubernator                                                      | Fogg                                                                               |
| 1965            | Błękitny pokój                                                  | hotelarz                                                                           |
| 1965            | Katastrofa                                                      | Nowak                                                                              |
| 1965            | Wystrzał                                                        | służący Sylvia                                                                     |
| 1965            | Powrót doktora von Kniprode                                     | major Rymszyc                                                                      |
| 1966            | Piekło i niebo                                                  | generał w marzeniu bigamisty                                                       |
| 1966            | Kochajmy syrenki                                                | Koszajtis                                                                          |
| 1966            | Powrót na ziemię                                                | Zawiślak                                                                           |
| 1966            | Pieczone gołąbki                                                | Ludwik                                                                             |
| 1966            | Szyfry                                                          | antykwariusz                                                                       |
| 1966            | Zejście do piekła                                               | (głos)                                                                             |
| 1967            | Marsjanie                                                       | marszałek                                                                          |
| 1967            | Katarynka                                                       | rządca                                                                             |
| 1967            | Tortura nadziei                                                 | zakonnik                                                                           |
| 1967            | Zwariowana noc                                                  | żandarm                                                                            |
| 1967            | Pieczona gęś                                                    | Jarai                                                                              |
| 1967            | Pavoncello                                                      | dyrektor kina                                                                      |
| 1967            | Ślepy tor                                                       | pasażer                                                                            |
| 1968            | Ortalionowy dziadek                                             | paser Poniatowski                                                                  |
| 1968            | Wilcze echa                                                     | gospodarz w Derenicy                                                               |
| 1968            | Samotność we dwoje                                              | Kadulok                                                                            |
| 1968            | Lalka                                                           | mecenas księcia                                                                    |
| 1969            | Czerwone i złote                                                | fryzjer Mizgalski                                                                  |
| 1969            | Jak rozpętałem drugą wojnę światową                             | karczmarz                                                                          |
| 1969            | Ostatnie dni                                                    | kucharz Wasiak                                                                     |
| 1969            | Sąsiedzi                                                        | ojciec                                                                             |
| 1969            | Tylko umarły odpowie                                            | Marczuk                                                                            |
| 1969            | Znaki na drodze                                                 | mechanik Franciszek Waśko                                                          |
| 1970            | Prom                                                            | sierżant Walczak                                                                   |
| 1970            | Południk zero                                                   | Szczygieł                                                                          |
| 1970            | Martwa fala                                                     | bosman Józef Wójcik                                                                |
| 1970            | Legenda                                                         | sołtys                                                                             |
| 1970            | Album polski                                                    | były więzień obozu koncentracyjnego                                                |
| 1970            | Akcja Brutus                                                    | sekretarz Sadowski                                                                 |
| 1971            | Nos                                                             | lekarz                                                                             |
| 1971            | Diament radży                                                   | Vandeleur                                                                          |
| 1971            | Zabijcie czarną owcę                                            | dziadek Tyfuśnik                                                                   |
| 1971            | Trąd                                                            | doradca Józek                                                                      |
| 1972            | Siedem czerwonych róż, czyli Benek Kwiaciarz o sobie i o innych | badylarz                                                                           |
| 1972            | Podróż za jeden uśmiech                                         | posterunkowy                                                                       |
| 1973            | Nicponie                                                        | dozorca Kowalczyk                                                                  |
| 1974            | Janosik                                                         | zbójnik Kuśmider                                                                   |
| 1974            | Nie ma mocnych                                                  | ważny myśliwy                                                                      |
| 1974            | Opowieść w czerwieni                                            | major Grzybowski                                                                   |
| 1974            | To ja zabiłem                                                   | Józef Galus                                                                        |
| 1974            | Zwycięstwo                                                      | kucharz Wasiak                                                                     |
| 1974            | Jej portret                                                     | ojciec Danki                                                                       |
| 1974            | Złoto                                                           | Włodzimierz Kalita                                                                 |
| 1975            | Niespotykanie spokojny człowiek                                 | Stanisław Włodek                                                                   |
| 1976            | Bezkresne łąki                                                  | leśniczy Oleś                                                                      |
| 1976            | Motylem jestem, czyli romans 40-latka                           | dyrektor Wincenty Wardowski                                                        |
| 1977            | Wesołych świąt                                                  | Wibracyjny                                                                         |
| 1977            | Milioner                                                        | kierownik cementowni                                                               |
| 1977            | Pasja                                                           | ksiądz unicki                                                                      |
| 1978            | Koty to dranie                                                  | Ruchomy                                                                            |
| 1978            | Znaków szczególnych brak                                        | Zbigniew Norowski                                                                  |
| 1978            | Bilet powrotny                                                  | majster                                                                            |
| 1979            | Na własną prośbę                                                | Boroń                                                                              |
| 1979            | Hotel klasy lux                                                 | ojciec Sobola                                                                      |
| 1979            | Gwiazdy poranne                                                 | sołtys Konstanty Szabłowski                                                        |
| 1980            | Błękitna strzała                                                | Kapała, handlarz warzywami                                                         |
| 1980            | Zamach stanu                                                    | adwokat S. Szurlej, obrońca w procesie brzeskim                                    |
| 1981            | Errata, czyli sceny pokutne w nowych osiedlach                  | ojciec Michała                                                                     |
| 1981            | Filip z konopi                                                  | dozorca Władzio                                                                    |
| 1981            | Amnestia                                                        | brygadzista w „Pa-fa-wagu”                                                         |
| 1982            | Śpiewy po rosie                                                 | stary Pilichowski                                                                  |
| 1983            | Kamienne tablice                                                | ambasador Banach                                                                   |
| 1983            | Pastorale heroica                                               | Wojtasik                                                                           |
| 1983            | Szkoda twoich łez                                               | magik Diabolini                                                                    |
| 1984            | Godność                                                         | członek Komisji Zakładowej Niezależnego Samorządnego Związku Zawodowego Metalowców |
| 1984            | Kim jest ten człowiek                                           | Puncel                                                                             |
| 1984            | Przeklęte oko proroka                                           | Kalicki                                                                            |
| 1985            | Chrześniak                                                      | księgowy Kuś                                                                       |
| 1986            | Poczekaj błyśnie!                                               | komendant posterunku                                                               |
| 1986            | Na całość                                                       | kierownik sklepu myśliwskiego                                                      |
| 1986            | Komedianci z wczorajszej ulicy                                  | wartownik                                                                          |
| 1986            | Epizod Berlin-West                                              | dyrektor teatru                                                                    |
| 1987            | Czas nadziei                                                    | Włodek                                                                             |
| 1987            | Cesarskie cięcie                                                | sąsiad Rozmaryna                                                                   |
| 1988            | Warszawskie gołębie                                             | ławnik                                                                             |
| 2007            | Wszystko będzie dobrze                                          | stary ksiądz                                                                       |
| Seriale         |                                                                 |                                                                                    |
| 1961–2017       | W Jezioranach                                                   | stryj Józef Jabłoński (serial radiowy)                                             |
| 1965            | Podziemny front                                                 | Niemiec (odc. 5)                                                                   |
| 1965            | Kapitan Sowa na tropie                                          | dyrektor cyrku (odc.2)                                                             |
| 1966            | Niewiarygodne przygody Marka Piegusa                            | Wieńczysław Nieszczególny (odc. 3-6, 9)                                            |
| 1966–1970       | Czterej pancerni i pies                                         | Czernousow (odc.1, 3, 6-9, 12-16, 21)                                              |
| 1966            | Stawka większa niż życie                                        | Józef Filipiak vel Filip (odc. 8)                                                  |
| 1968            | Klub profesora Tutki                                            | komendant (odc.11)                                                                 |
| 1970            | Doktor Ewa                                                      | Sawiński (odc. 1, 3, 9)                                                            |
| 1973            | Wielka miłość Balzaka                                           | baron Rotszyld (odc. 4)                                                            |
| 1973            | Droga                                                           | kolejarz Czerniak (odc. 6)                                                         |
| 1973            | Janosik                                                         | zbójnik Kuśmider                                                                   |
| 1974–1977       | Czterdziestolatek                                               | dyrektor Wardowski                                                                 |
| 1977            | Lalka                                                           | rządca Wirski (odc. 5, 7-9)                                                        |
| 1978            | Ślad na ziemi                                                   | dyrektor Kortycki (odc. 3, 5, 7)                                                   |
| 1981            | Najdłuższa wojna nowoczesnej Europy                             | Jan Rymkiewicz (odc. 2-3)                                                          |
| 1987            | Ballada o Januszku                                              | adwokat (odc.8)                                                                    |
| 2000            | Dom                                                             | wachmistrz Antoni Kłos (odc.22)                                                    |

## Ordery i odznaczenia
- Krzyż Oficerski Orderu Odrodzenia Polski (1984)
- Krzyż Kawalerski Orderu Odrodzenia Polski (1975)
- Złoty Krzyż Zasługi (11 lipca 1955)[7]
- Medal 40-lecia Polski Ludowej (1985)
- Medal 10-lecia Polski Ludowej (28 lutego 1955)[8]
- Brązowe Odznaczenie im. Janka Krasickiego
- Odznaka „Zasłużony Działacz Kultury” (1977)
- Honorowa Odznaka Miasta Łodzi (1963)

## Nagrody
- Nagroda Komitetu do Spraw Radia i Telewizji za rolę w spektaklu Teatru Telewizji Pan Puntilla i jego sługa Matti (1964)
- Nagroda ministra obrony narodowej I stopnia za serial telewizyjny Czterej pancerni i pies (1967)
- Nagroda na XX KST w Kaliszu – wyróżnienie w dziedzinie widowisk Teatru TV za rolę Ojca w Złodzieju (1980)
- Nagroda „Trybuny Ludu” za całokształt pracy artystycznej w teatrach Łodzi, Warszawy oraz w teatrze telewizji i filmie (1982)[9]
- nagroda Teatru Polskiego Radia „Splendor Splendorów” za wybitne kreacje aktorskie w kilkudziesięciu słuchowiskach oryginalnych i adaptacjach radiowych (2008)[10]